# Daniel J. Bernstein
Pour les articles homonymes, voir Bernstein et Djb.
Daniel J. Bernstein (Djb), né le 29 octobre 1971 dans l'État de New York, est un mathématicien cryptologue et informaticien américain d'origine allemande. Il est professeur à l'université de l'Illinois à Chicago.

## Biographie
Il est l'auteur de différents logiciels dont daemontools, qmail, djbdns, publicfile, etc. Ceux-ci sont conçus pour offrir un maximum de sécurité et sont réputés pour leur fiabilité[réf. nécessaire], notamment par rapport à leurs concurrents directs.
Il a poursuivi avec succès l'État américain contre une réglementation interdisant la publication de code cryptographique (Bernstein v. United States (en)).
Il est aussi l'auteur d'une fonction de hachage non cryptographique populaire car rapide et simple à implémenter en C, malgré ses mauvaises propriétés théoriques.
Il a aussi proposé l'algorithme de hachage cryptographique CubeHash au concours que le NIST a organisé pour définir le futur algorithme SHA-3, mais il n'a pas été retenu au troisième tour. Il a également démontré que différents algorithmes de chiffrement proposés par le NIST ne comportaient pas le minimum nécessaire à la solidité de ces algorithmes. Cela corrobore les révélations des journaux The Guardian et The New York Times expliquant que différents standards de chiffrement établis par le NIST contiendraient à la demande de la NSA des portes dérobées via un code de chiffrement pseudo aléatoire imparfait,.
Il est l'auteur de l'algorithme de chiffrement de flux nommé « Salsa20 », retenu en phase 3 dans le portefeuille d'algorithmes de chiffrements du concours eSTREAM, lancé par le projet européen ECRYPT.

## Mathématiques
Dans le domaine de la géométrie algébrique, il a introduit en 2007 les courbes d'Edwards tordues, qui sont des modèles plans de courbes elliptiques, une généralisation de courbes d'Edwards. Elles sont utilisées dans ce qu'il a créé dans le domaine de la cryptographie sur les courbes elliptiques (Curve25519) et dans son implémentation d'EdDSA, Ed25519, notamment intégrée à OpenSSH depuis la version 6.5
Dans le domaine des mathématiques récréatives, il est également le premier à avoir déterminé le huitième nombre cabtaxi.

En algorithmique et calcul formel, il introduit une opération "divstep" grâce à laquelle il est possible de calculer des PGCD (Plus grand commun diviseur) d'entiers ou de polynômes efficacement et en temps constant.